# Blazity
Trwa dyskusja nad usunięciem tego artykułu, kliknij i weź w niej udział.
Blazity – warszawski software house założony w 2018 roku przez Pawła Daduna, Jakuba Czapskiego i Alberta Wójcika. Firma specjalizuje się w technologiach React.js i Next.js, tworząc szybkie aplikacje webowe oraz wdrożenia w architekturze headless.

## Historia
Powstała w 2018 r. w Warszawie. Od początku skoncentrowana na nowoczesnym front-endzie, szybko zdobyła klientów za granicą. Dwukrotnie znalazła się w rankingu Deloitte Technology Fast 50 w Europie Środkowej.

## Specjalizacje
- Aplikacje webowe (React, Next.js)
- Headless CMS i e-commerce
- Optymalizacja wydajności (Core Web Vitals)
- Konsulting i audyty architektury
- Aplikacje mobilne (React Native)

Blazity obsługuje klientów z branż IT, e-commerce, finansów, mediów i marketingu.

## Open Source
Blazity rozwija i utrzymuje popularne projekty open source w ekosystemie Next.js:
- enterprise-commerce – storefront klasy enterprise dla Shopify + Algolia (618 gwiazdek, 107 forków)
- next-enterprise – boilerplate Next.js dla aplikacji enterprise (7 000 gwiazdek, 2 000 forków)
- next-saas-starter – template landing page dla SaaS (1 600 gwiazdek, 384 forki)

Łącznie projekty Blazity zdobyły ponad 9200 gwiazdek na GitHubie.

## Oficjalne Partnerstwa
- Vercel (hosting)
- Contentful (Headless CMS)

## Zespół i lokalizacja
Zatrudnia 10–49 osób, działa w modelu remote-first, a główne biuro mieści się w Warszawie (ul. Trzech Krzyży 10/14).